# Universidade Americana
A Universidade Americana (em castelhano:  Universidad Americana) é uma universidade em Assunção, capital do Paraguai. Teve a sua origem no Instituto de Capacitação e Desenvolvimento Empresarial INCADE, associação civil sem fins lucrativos, cuja proposta foi promover a fundação de uma universidade que se constituísse num lugar de formação ensino e cultivo superior das artes, as letras, as ciências tecnológicas, a investigação científica e a capacitação integral do ser humano no Paraguai.
O mentor desta iniciativa foi o Dr. Andrés Benkö Kapuváry, que a partir de um seminário com a participação de mais de 300 pessoas vislumbrou a possibilidade de fundar uma instituição de ensino superior que se destacasse, principalmente, por oferecer ao público uma variedade de cursos de graduação e pós-graduação, contando com a colaboração de destacados docentes estrangeiros.
Tudo isso com o firme propósito de contribuir com a formação de profissionais competentes para o país.
O projeto iniciou como INCADE (Instituto Superior de Capacitação e Desenvolvimento Empresarial), constituído em 12 de outubro do ano de 1991.
A ideia prosperou e, em grande parte, deu-se ao impulso, empenho, tempo e liderança exercida pela visão estratégica do fundador. Em 1994, pela Lei da Nação Nº 403, foi criada a Universidad Americana.
Esta obra educativa nasceu e cresceu sob o lema "Excelência Acadêmica", com o objetivo de recordar sempre seu princípio norteador e objetivo fundamental: a formação de profissionais capazes e honestos para o desenvolvimento do país e da América Latina.